# 蔣愷 (正德進士)
蒋恺（1482年—？年），字舜咨，南直隶松江府華亭縣人，明朝政治人物。

## 生平
治《書經》，由府學附學生中式正德二年（1507年）丁卯科應天府鄉試第六十名舉人，正德三年（1508年）聯捷戊辰科會試第二百九十二名，第三甲第八十八名進士。初授行人司行人，升司副，正德五年六月因差往南京，枉道至武进看望其父親，被逮捕治罪，命降二级调外，遂贬霸州判官。调蓟州判官，升工部主事，历工部都水司署郎中，十六年十一月升广西左参议。

## 家族
曾祖蒋謙。祖父蒋绅。父蒋瑄。母邵氏。重庆下，行一，弟忱、恪、忭、恒、恂、愰。